# 1914 في الولايات المتحدة
فيما يلي قوائم الأحداث التي وقعت خلال عام 1914 في الولايات المتحدة.

## سياسة

### تعيين في المنصب
- 1 يناير – كالفين كوليدج رئيس مجلس شيوخ ماساتشوستس [الإنجليزية]‏.
- 1 فبراير – هنري ستيورات كارتر حاكم فرجينيا [الإنجليزية]‏.
- 22 أبريل – وليام والاس واذرسبون رئيس أركان جيش الولايات المتحدة.
- 17 نوفمبر – هيو لينوكس سكوت رئيس أركان جيش الولايات المتحدة.

### انتهاء فترة المنصب
- 21 أبريل – ليونارد وود رئيس أركان جيش الولايات المتحدة.
- 6 أغسطس – إلين ويلسون السيدة الأولى للولايات المتحدة.
- 29 أغسطس – جيمس كلارك ماك رينولدز نائب عام الولايات المتحدة.
- 16 نوفمبر – وليام والاس واذرسبون رئيس أركان جيش الولايات المتحدة.

## ظهور
- 1 يناير – ذا نيو ريببلك

## أفلام
من الأفلام التي صدرت هذه السنة في الولايات المتحدة:
- 1 يناير – رومانسية تيلي المثقوبة من إخراج ماك سينيت.

## كتب
من الكتب التي صدرت هذه السنة في الولايات المتحدة:
- 1 يناير – تيك توك من أوز من تأليف ليمان فرانك بوم.

## مواليد

### يناير
- 1 يناير – جون نوجرادي لاعب كرة مضرب أمريكي.
- 3 يناير – مجنون مونتز
- 4 يناير – جين وايمان
- 6 يناير – ديفيد بروس ممثل من الولايات المتحدة الأمريكية.
- 7 يناير – بوبي مكديرموت لاعب كرة سلة أمريكي.
- 9 يناير – جيمس كولمان سياسي أمريكي.
- 12 يناير – إدوارد غرني سياسي أميركي.
- 14 يناير – توماس واتسون الابن
- 17 يناير – تشيك ريزر
- 18 يناير – إدوارد جي وفغرين فيزيائي من الولايات المتحدة الأمريكية.
- 20 يناير – أوسكار كولازو
- 26 يناير – وودرو جونز سياسي أمريكي.
- 29 يناير – جيمس ستيوارت هولدن
- 31 يناير – جيرسي جو والكوت سياسي أمريكي.

### فبراير
- 5 فبراير – ويليام بوروز
- 7 فبراير – جورج باروز ممثل أمريكي.
- 8 فبراير – بيل فينغر
- 9 فبراير – إرنست تاب
- 9 فبراير – بروس متزجر
- 10 فبراير – لاري أدلر
- 15 فبراير – هيل بوغز سياسي أمريكي.
- 17 فبراير – آرثر كينيدي
- 17 فبراير – اين موريس
- 20 فبراير – أرنولد دنكر
- 26 فبراير – تشارلز مالكولم ويلسون سياسي أمريكي.
- 26 فبراير – روبرت ألدا

### مارس
- 1 مارس – رالف إيلسون
- 4 مارس – روبرت راثبون ويلسون
- 14 مارس – روبرت بايس ممثل أمريكي.
- 17 مارس – سامي بو
- 19 مارس – فريد كلارك
- 20 مارس – ويندل كوري سياسي أمريكي.
- 25 مارس – نورمان بورلاوج
- 26 مارس – وليام ويستمورلاند سياسي أمريكي.
- 27 مارس – ريتشارد دينينغ
- 28 مارس – إدموند موسكي سياسي أمريكي.

### أبريل
- 5 أبريل – جاك ديفيس ممثل من الولايات المتحدة الأمريكية.
- 14 أبريل – جون هوبارد
- 16 أبريل – جون هودياك
- 22 أبريل – ريتشارد بيلوتشي جراح من الولايات المتحدة الأمريكية.
- 24 أبريل – وليام كاسل

### مايو
- 2 مايو – هربرت لويس هاردويك ملاكم من الولايات المتحدة الأمريكية.
- 4 مايو – جيرارد سميث دبلوماسي أمريكي.
- 5 مايو – تايرون باور
- 6 مايو – راندل جاريل
- 12 مايو – هوارد سميث
- 13 مايو – جو لويس
- 22 مايو – صن رع
- 26 مايو – فرانكي مانينغ
- 31 مايو – جاي وليامز كاتب أمريكي.

### يونيو
- 3 يونيو – روي غلين
- 6 يونيو – ماريون تينسلي بينيت سياسي أمريكي.
- 22 يونيو – ماير فيلدمان كاتب أمريكي.
- 26 يونيو – ليمان سبيتزر عالم فلك أمريكي.

### يوليو
- 1 يوليو – مايكل ويلسون كاتب سيناريو من الولايات المتحدة الأمريكية.
- 3 يوليو – دون هاجرتي ممثل أمريكي.
- 4 يوليو – إلووود كوك لاعب كرة مضرب من الولايات المتحدة.
- 5 يوليو – جون توماس دنلوب سياسي أمريكي.
- 6 يوليو – فينس مكمان الأب رائد أعمال من الولايات المتحدة الأمريكية.
- 13 يوليو – سام هانكس
- 24 يوليو – روبرت إمهاردت ممثل أمريكي.

### أغسطس
- 5 أغسطس – بارلي بير ممثل أمريكي.
- 5 أغسطس – ديفيد براين
- 10 أغسطس – جيف كوري
- 15 أغسطس – بول راند
- 30 أغسطس – جولي بيشوب
- 31 أغسطس – ريتشارد باسهارت

### سبتمبر
- 7 سبتمبر – جيمس ألفرد فان ألن
- 10 سبتمبر – روبرت وايز
- 15 سبتمبر – كريتون أبرامز ضابط من الولايات المتحدة الأمريكية.
- 15 سبتمبر – ليو بيرانك
- 19 سبتمبر – روجرز مورتون سياسي أمريكي.

### أكتوبر
- 2 أكتوبر – جاك بارسونز
- 8 أكتوبر – ويليام ألن إيغان سياسي أمريكي.
- 9 أكتوبر – إدوارد اندروز ممثل أمريكي.
- 9 أكتوبر – جوزيف لويس ملنيك
- 11 أكتوبر – روبن فاين
- 11 أكتوبر – ميكي دانيلز
- 14 أكتوبر – ريموند ديفيس
- 17 أكتوبر – جيري سيغل
- 19 أكتوبر – خوانيتا مور ممثلة أمريكية.
- 23 أكتوبر – والتر بروك ممثل أمريكي.
- 26 أكتوبر – جاكي كوجان
- 28 أكتوبر – جوناس سولك

### نوفمبر
- 8 نوفمبر – جورج دانتزغ رياضياتي أمريكي.
- 8 نوفمبر – نورمان لويد
- 10 نوفمبر – ويليام هنري ممثل أمريكي.
- 11 نوفمبر – جيمس غيلبرت باكر عالم فلك أمريكي.
- 11 نوفمبر – يوجين نايدا
- 15 نوفمبر – كونيرز هيرنج فيزيائي أمريكي.
- 19 نوفمبر – بي ريفيس إيسون جونيور ممثل أمريكي.
- 22 نوفمبر – فرانك غراهام
- 23 نوفمبر – جورج دان
- 25 نوفمبر – جو ديماجيو لاعب كرة قاعدة من الولايات المتحدة الأمريكية.
- 28 نوفمبر – جاك برنارد مخرج أفلام من الولايات المتحدة الأمريكية.
- 30 نوفمبر – هاري جيفري ملاكم من الولايات المتحدة الأمريكية.

### ديسمبر
- 10 ديسمبر – دوروثي لامور
- 12 ديسمبر – ويليام روز كاتب سيناريو أمريكي.
- 26 ديسمبر – ريتشارد ويدمارك ممثل أمريكي.
- 27 ديسمبر – جاك برادبري
- 27 ديسمبر – دوريس بودون ممثلة أمريكية.
- 28 ديسمبر – لي بومان ممثل أمريكي.
- 29 ديسمبر – بيلي تيبتون
- 29 ديسمبر – ويليام إتش ماير سياسي أمريكي.
- 30 ديسمبر – بيرت متنزهات

## وفيات

### يناير
- 1 يناير – أمبروز بيرس (مواليد 1842)
- 8 يناير – سيمون بوليفار باكنر (مواليد 1823)
- 8 يناير – ينسلو ابتون (مواليد 1853) عالم فلك أمريكي.
- 12 يناير – فيني ريام (مواليد 1847) نحاتة أمريكية.

### مارس
- 6 مارس – جورج واشنطن فاندربيلت الثاني (مواليد 1862) جامع تحف من الولايات المتحدة الأمريكية.
- 12 مارس – جورج ويستينغهاوس (مواليد 1846)
- 16 مارس – إدوارد إس هولدن (مواليد 1846) عالم فلك أمريكي.

### أبريل
- 16 أبريل – جورج وليام هيل (مواليد 1838)
- 19 أبريل – شارل ساندرز بيرس (مواليد 1839)
- 28 أبريل – توماس جونز (مواليد 1844) سياسي أمريكي.

### يونيو
- 14 يونيو – أدلاي ستيفنسون الأول (مواليد 1835) سياسي أمريكي.

### أغسطس
- 6 أغسطس – إلين ويلسون (مواليد 1860) سياسية من الولايات المتحدة الأمريكية.
- 30 أغسطس – دانيال إلمر سالمون (مواليد 1850)

### نوفمبر
- 1 نوفمبر – عدنا تشافي (مواليد 1842) ضابط من الولايات المتحدة الأمريكية.

### ديسمبر
- 1 ديسمبر – ألفريد ثاير ماهان (مواليد 1840)
- 8 ديسمبر – وليم وودفيل روكهيل (مواليد 1854)